# The Dynasty: Roc La Familia
The Dynasty: Roc La Familia ist das fünfte Studioalbum des US-amerikanischen Rappers Jay-Z, das im Oktober 2000 erschien.

## Entstehung und Veröffentlichung
Die Erstveröffentlichung von The Dynasty: Roc La Familia erfolgte am 27. Oktober 2000 bei Roc-a-Fella Records. Das Album erschien in seiner Originalausführung als CD mit 16 Titeln (Katalognummer: 548-203-2).
Geschrieben wurden die Lieder vom Interpreten selbst, dabei erhielt Jay Z lediglich beim Schreibprozess von drei Titeln Unterstützung. Die Produktion erfolgte durch verschiedene Produzenten, die meisten stammten dabei von Justin Smith (Just Blaze), der alleine fünf Lieder produzierte.

## Titelliste
1. Intro (produziert von Just Blaze)
2. Change the Game feat. Beanie Sigel & Memphis Bleek (produziert von Rick Rock)
3. I Just Wanna Love U (Give It 2 Me) (produziert von The Neptunes)
4. Streets is Talking feat. Beanie Sigel (produziert von Just Blaze)
5. This Can't Be Life feat. Beanie Sigel & Scarface (produziert von Kanye West)
6. Get Your Mind Right Mami feat. Memphis Bleek & Snoop Dogg (produziert von Rick Rock)
7. Stick 2 the Script feat. Beanie Sigel (produziert von Just Blaze)
8. You, Me, Him and Her feat. Beanie Sigel, Memphis Bleek & Amil (produziert von Bink!)
9. Guilty Until Proven Innocent feat. R. Kelly (produziert von Rockwilder)
10. Parking Lot Pimpin’ feat. Beanie Sigel & Memphis Bleek (produziert von Rick Rock)
11. Holla feat. Memphis Bleek (produziert von Memphis Bleek und B-High)
12. 1-900-Hustler feat. Beanie Sigel, Memphis Bleek & Freeway (produziert von Bink!)
13. The R.O.C. feat. Beanie Sigel & Memphis Bleek (produziert von Just Blaze)
14. Soon You'll Understand (produziert von Just Blaze)
15. Squeeze 1st (produziert von Rick Rock)
16. Where Have You Been feat. Beanie Sigel (produziert von T.T.)

## Singleauskopplungen
| Jahr | Titel                              | Höchstplatzierung, Gesamtwochen, AuszeichnungChartplatzierungen (Jahr, Titel, , Platzierungen, Wochen, Auszeichnungen, Anmerkungen) | Höchstplatzierung, Gesamtwochen, AuszeichnungChartplatzierungen (Jahr, Titel, , Platzierungen, Wochen, Auszeichnungen, Anmerkungen) | Höchstplatzierung, Gesamtwochen, AuszeichnungChartplatzierungen (Jahr, Titel, , Platzierungen, Wochen, Auszeichnungen, Anmerkungen) | Höchstplatzierung, Gesamtwochen, AuszeichnungChartplatzierungen (Jahr, Titel, , Platzierungen, Wochen, Auszeichnungen, Anmerkungen) | Anmerkungen                                                                           |
| Jahr | Titel                              | DE | CH | UK | US | Anmerkungen                                                                           |
| ---- | ---------------------------------- | --- | --- | --- | --- | ------------------------------------------------------------------------------------- |
| 2000 | I Just Wanna Love U (Give It 2 Me) | DE75 (5 Wo.)DE | CH86 (3 Wo.)CH | UK17 (9 Wo.)UK | US11 Platin · (21 Wo.)US | Erstveröffentlichung: 17. Oktober 2000 Verkäufe: + 1.000.000                          |
| 2001 | Change the Game                    | — | — | — | US86 (14 Wo.)US | Erstveröffentlichung: 9. Januar 2001 feat. Memphis Bleek, Beanie Sigel & Static Major |
| 2001 | Guilty Until Proven Innocent       | — | — | — | US82 (8 Wo.)US | Erstveröffentlichung: 13. März 2001 feat. R. Kelly                                    |

## Kommerzieller Erfolg

### Chartplatzierungen
| ChartsChartplatzierungen       | Höchstplatzierung | Wochen |
| ------------------------------ | ----------------- | ------ |
| Deutschland (GfK)              | 98 (1 Wo.)        | 1      |
| Schweiz (IFPI)                 | 89 (1 Wo.)        | 1      |
| Vereinigte Staaten (Billboard) | 1 (33 Wo.)        | 33     |
| Vereinigtes Königreich (OCC)   | 86 (2 Wo.)        | 2      |

### Auszeichnungen für Musikverkäufe
| Land/Region                  | Auszeichnungen für Musikverkäufe (Land/Region, Auszeichnung, Verkäufe) | Verkäufe  |
| ---------------------------- | ---------------------------------------------------------------------- | --------- |
| Vereinigte Staaten (RIAA)    | 2× Platin                                                              | 2.000.000 |
| Vereinigtes Königreich (BPI) | Silber                                                                 | 60.000    |
| Insgesamt                    | 1× Silber · 2× Platin ·                                                | 2.060.000 |

Hauptartikel: Jay-Z/Auszeichnungen für Musikverkäufe